# مهرداد افسری
مهرداد افسری فارسی: مهرداد افسری (متولد ۱۳۵۶ شمسی) عکاسی ایرانی است که بیشتر با عکاسی هنری و غیر معمول از مناظر با رویکردی مفهومی و فلسفی شناخته می‌شود.
وی همچنین عضو هیئت داوران، مدرس و هنرگردان بسیاری از جشنواره‌ها و نمایشگاه‌های ملی و بین‌المللی مانند یازدهمین جشنواره هنرهای تجسمی فجر در آکادمی هنرهای ایران بوده‌است.
افسری برندهٔ جایزهٔ اول دوسالانهٔ عکاسی، موزهٔ هنرهای معاصر در سال ۱۳۸۶ و فینالیست تقدیر شدهٔ جشنوارهٔ عکس ستارهٔ کاوناس لیتوانی و همچنین «مجلهٔ عکاسی بین‌المللی» بوده‌است.

## زندگی و کار
مهرداد افسری عکاس هنری، کارگردان فیلم مستند و ویدیو آرتیست است. وی در سال ۱۳۵۶ در خوی متولد شد. وی مدرک کارشناسی عکاسی را از دانشگاه تهران در سال ۱۳۷۹ و مدرک کارشناسی ارشد را در رشته عکاسی از دانشگاه هنر تهران در سال ۱۳۸۵ دریافت کرد. وی ۱۴ سال استاد دانشگاه هنر تهران بوده‌است. وی عضو افتخاری انجمن هنرمندان تجسمی ایران است.
افسری نمایشگاه گروهی چشم‌اندازهای بسته در سال ۱۳۹۱ در گالری محسن تهران و نمایشگاه گروهی زمستان و دال‌های ضمنی و همچنین نمایشگاه اقلیم حیرانی عکسهای محمد صیاد از پناهجویان کرد عراقی را که پس از گذشت سی سال در مرکز نبشیبه نمایش گذاشته شد را هنرگردانی کرده‌است.

## جوایز و فرصت‌های مطالعاتی
- ۱۳۸۴: جایزه سوم، دومین دوسالانه عکس‌های دریایی ایران، ایران[۱۸]
- ۱۳۸۶: جایزه اول، دهمین دوسالانه عکاسی، موزهٔ هنرهای معاصر تهران، تهران[۱۹][۲۰]
- ۱۳۸۷: جایزه دوم، چهارمین دوسالانه عکس‌های دریایی ایران، ایران[۲۱]
- ۱۳۸۷: "برنامه آرت بریج (پل هنری)، مرکز بین‌المللی هنر و هنرمندان،[۲۲] واشینگتن دی سی، نیویورک، چارلستون، ایالات متحده
- ۱۳۸۸: برنده کمک هزینه در "پروژه ۱ مایل مربع. "، ویزیتینگ آرت، لندن[۲۳][۲۴]
- ۱۳۸۹: فینالیست تقدیر شده، جشنواره عکس ستاره کاوناس، لیتوانی[۲۵]
- ۱۳۹۵: برگزیده شده برای «برنامه تبادل هنرمندان ایران و نروژ»، برگن، نروژ[۲۶][۲۷]
- ۱۳۹۸: فینالیست تقدیر شده «مجله عکاسی بین‌المللی»[۲۸]

## انتشارات
- چشم ۳۹: مهرداد افسری. ایران: ماهریز، ۲۰۱۰. تألیف ایمان صفایی. شابک ‎۹۷۸-۹۶۴-۹۴۳۲۱-۷-۵. متن فارسی (فارسی) و انگلیسی. ۱۵۰۰ نسخه.[۲۹][۳۰]
- هر آنچه دیگر نیست. ایران: گالری محسن، 2014.[۳۱] نسخه ۱۲۹۶ نسخه.
- La Photography Iranienne. پاریس: Loco، 2011.[۳۲]
- هنر معاصر ایران: چشم‌انداز جدید. لندن: ساقی، ۲۰۱۳. توسط حمید کشمیرشکان. شابک ‎۹۷۸−۰۸۶۳۵۶۷۲۱۶ شابک 978-0863567216.[۳۳]

## مجموعه
اثر افسری در مجموعه دائمی زیر نگهداری می‌شود:
- موزه هنرهای معاصر تهران